# Villemus
Villemus ist eine südfranzösische Gemeinde im Kanton Reillanne im Arrondissement Forcalquier. Sie gehört administrativ zur Region Provence-Alpes-Côte d’Azur und zum Département Alpes-de-Haute-Provence. Villemus hat 193 Einwohner (Stand 1. Januar 2022).

## Geographie
Sie grenzt
- im Norden an Saint-Michel-l’Observatoire,
- im Osten an Saint-Martin-les-Eaux,
- im Südosten an Manosque,
- im Süden an Montfuron,
- im Südwesten an Montjustin,
- im Westen an Reillanne.

959 ha der Gemeindegemarkung sind bewaldet.

## Bevölkerungsentwicklung
| Jahr      | 1962 | 1968 | 1975 | 1982 | 1990 | 1999 | 2008 | 2012 |
| --------- | ---- | ---- | ---- | ---- | ---- | ---- | ---- | ---- |
| Einwohner | 96   | 66   | 71   | 83   | 99   | 111  | 157  | 175  |

## Sehenswürdigkeiten

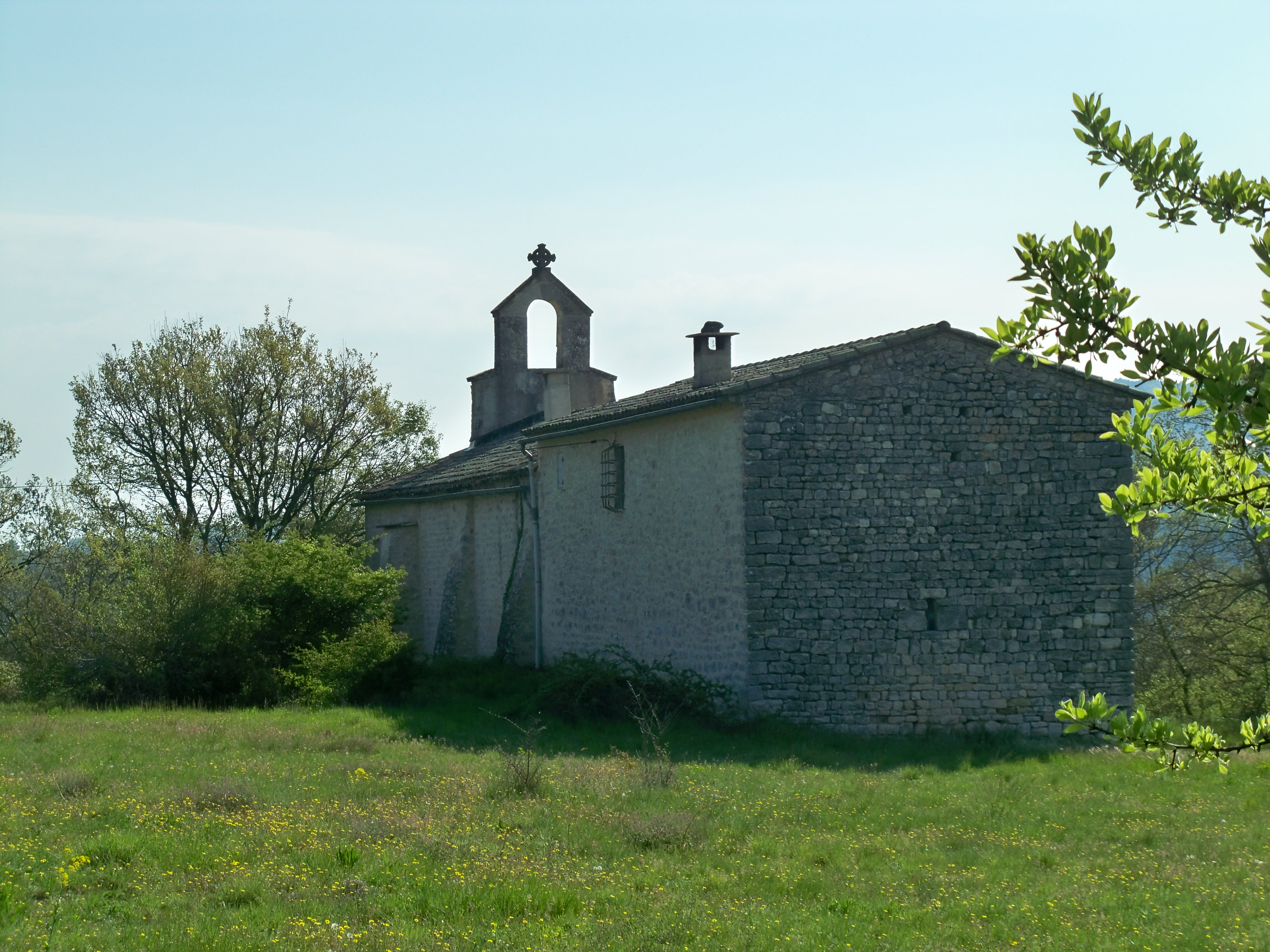
Priorat Notre-Dame-du-Largue, seit 1989 als Monument historique ausgewiesen
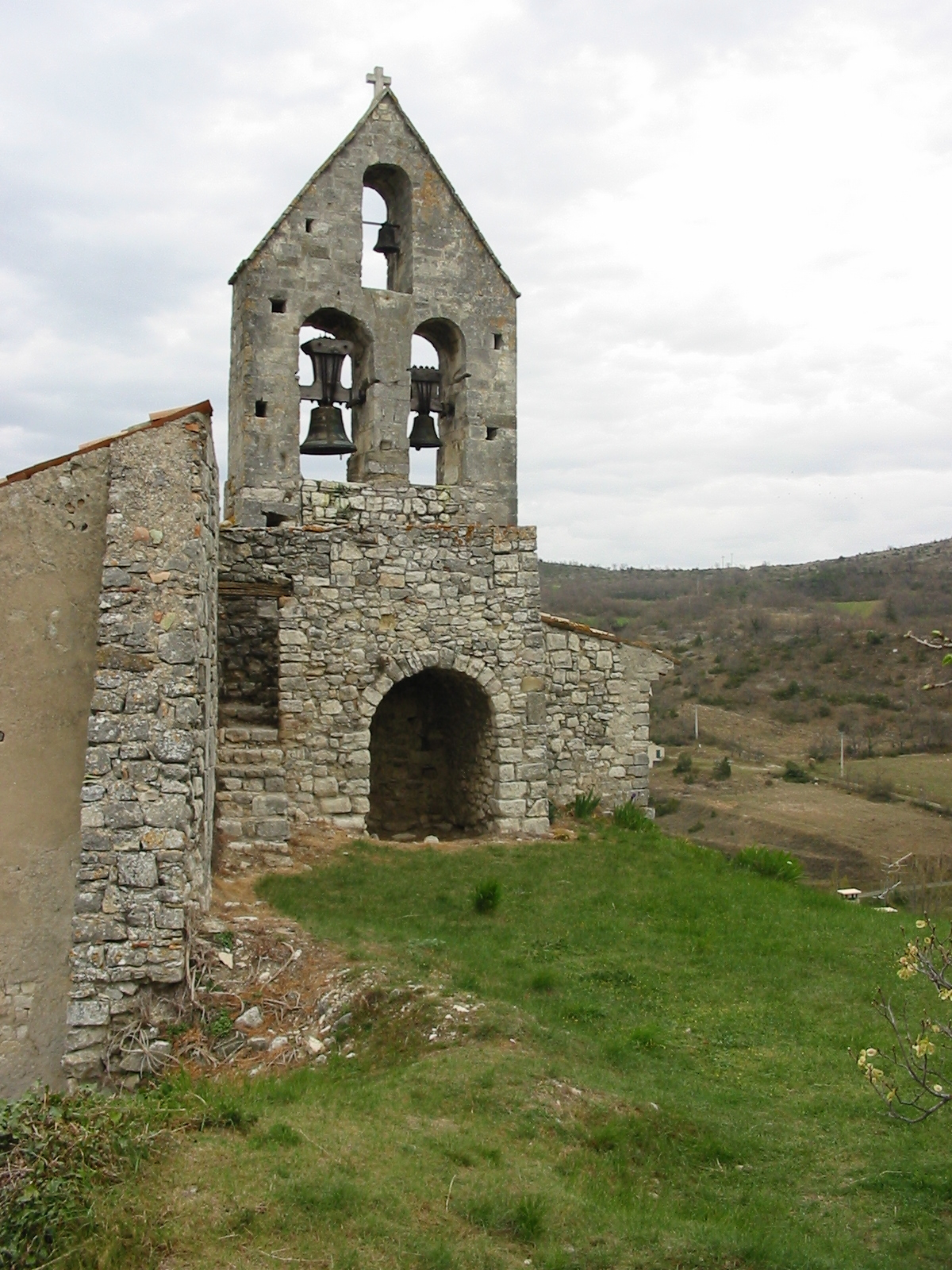
Kapelle Notre-Dame du Pont
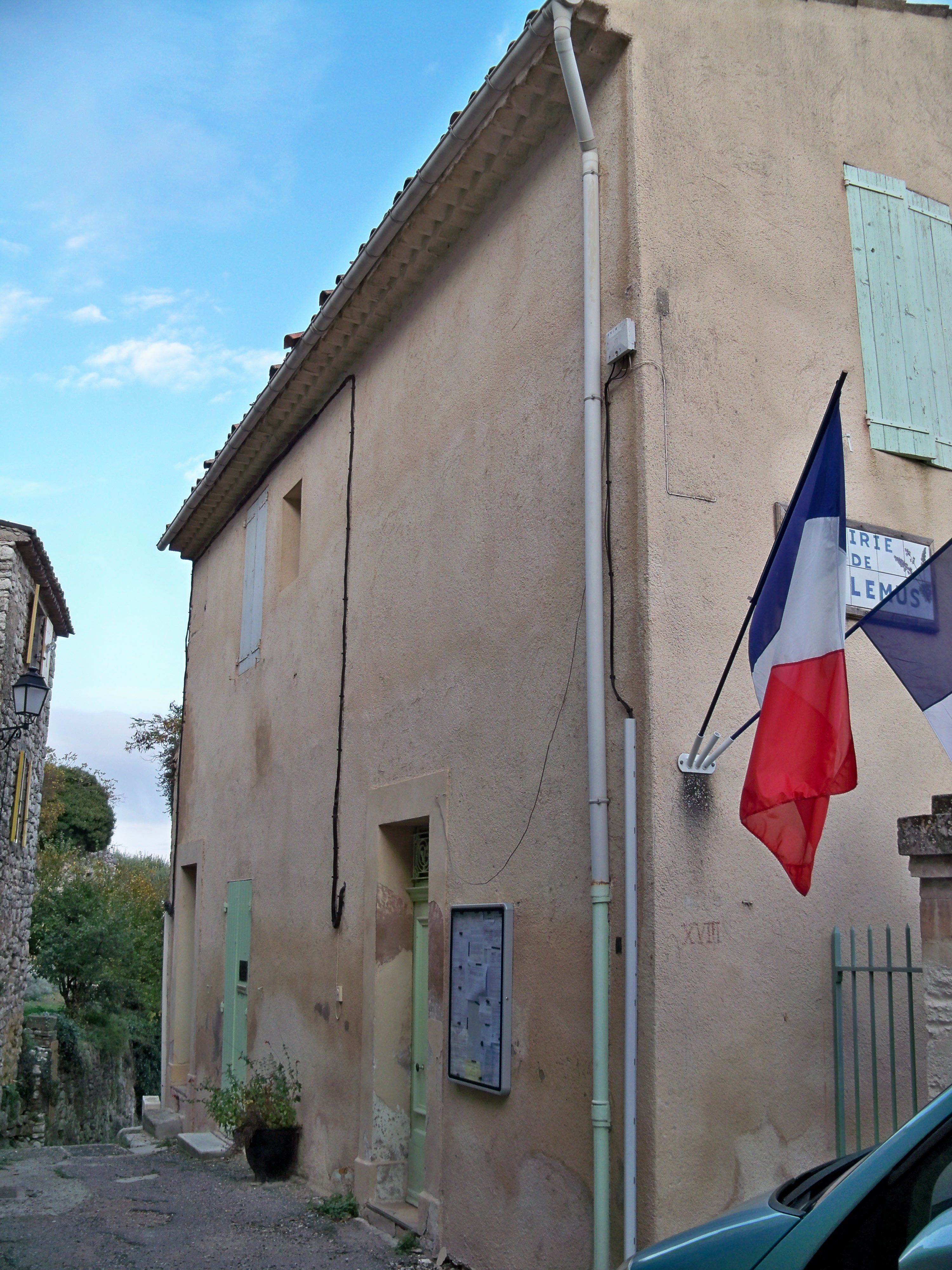
Pastoralkirche

- Kapelle Notre-Dame du Pont
- Kirche Saint-Étienne
- Mairie